# Cesanite
La cesanite è un minerale appartenente al gruppo dell'hedyphane.